# شاستاوه
شاستاوه (به لهستانی:  Szastały) یک روستا در لهستان است که در گمینا بیلسک پودلاسکی واقع شده‌است.